# E・アニー・プルー
エドナ・アニー・プルー（Edna Annie Proulx、1935年8月22日 - ）は、アメリカ合衆国コネティカット州出身の小説家である。ピューリッツァー賞、全米図書賞を受賞した『シッピング・ニュース』で知られる。

## 来歴
コルビー大学やバーモント大学で学び、モントリオールのコンコーディア大学で文学修士を修めた。その後、ジャーナリストとして働き、50代になってから小説を書き始めたという。
1988年に短編集『"Heartsongs and Other Stories"』でデビュー。
2006年には自作の映画化作品『ブロークバック・マウンテン』がアカデミー賞作品賞にノミネートされるが、受賞を逃したことで受賞作『クラッシュ』を酷評した。

## 主な作品
- Heartsongs and Other Stories (1988)
- 『港湾（シッピング）ニュース』（The Shipping News (1993)、上岡伸雄訳、集英社） 1996、のち改題文庫化『シッピング・ニュース』（集英社文庫） 2002

2001年映画化『シッピング・ニュース』
- 『アコーディオンの罪』（Accordion Crimes (1996)、上岡伸雄訳、集英社） 2000
- Close Range: Wyoming Stories (1999) - 短編集。「ブロークバック・マウンテン」を含む。
- 『オールド・エース』（That Old Ace in the Hole (2004)、米塚真治訳、集英社） 2004
- Bad Dirt: Wyoming Stories 2 (2004)
- 『ブロークバック・マウンテン』（Brokeback Mountain (2005)、米塚真治訳、集英社文庫） 2006